# Răzvan Șelariu
Răzvan Dorin Șelariu, född den 2 november 1983 i Reșița, Rumänien, är en rumänsk gymnast.
Șelariu tog OS-brons i lagmångkampen i samband med de olympiska gymnastiktävlingarna 2004 i Aten.